# Derrière les murs
Pour plus de détails, voir Fiche technique et Distribution.
Derrière les murs est un thriller fantastique français écrit et réalisé par Julien Lacombe et Pascal Sid, sorti en 2011.

## Synopsis
Auvergne, 1922. Suzanne, jeune romancière en panne d’inspiration, décide de s’isoler à la campagne pour écrire son nouveau livre. Quand Suzanne découvre une salle condamnée au sous-sol de la maison, elle se met à écrire avec une troublante facilité. Mais très vite, des visions et des cauchemars font leur apparition tandis que de mystérieuses disparitions de petites filles sèment le trouble dans le village...  

## Fiche technique
- Titre : Derrière les murs
- Réalisation : Julien Lacombe et Pascal Sid
- Scénario : Julien Lacombe et Pascal Sid
- Photographie : Nicolas Massart
- Décorateur : William Abello
- Costumières : Chouchane Abello Tcherpachian et Cécile Dulac
- Montage : Richard Marizy
- Son : Arnaud Julien
- Musique : David Reyes
- 1er Assistant réalisateur : Jérémie Steib
- 2de Assistante réalisateur : Laure-Anne Nicolet
- Productions : Alain Benguigui et Thomas Verhaeghe
- Société de production : Sombrero Films
- Société de distribution : BAC Films (salle/vidéo) EuropaCorp (Ventes Internationales)[1]
- Budget : 3 700 000 euros [2]
- Pays d'origine :  France
- Langue : français
- Format : couleur et noir et blanc — 1.85 : 1 — Son Dolby Digital
- Genre : thriller fantastique
- Date de sortie :
  -  France : 6 juillet 2011

## Distribution
- Laetitia Casta[3] : Suzanne
- Thierry Neuvic : Philippe
- Manu Layotte : Rodger's
- Jacques Bonnaffé : Paul
- Roger Dumas : Père Francis
- Anne Loiret : Yvonne
- Emma Ninucci : Valentine
- Anne Benoît : Catherine Luciac
- Mathilde Tolleron : Joséphine
- Gaëtan Monnet : Apprenti postier

## Production

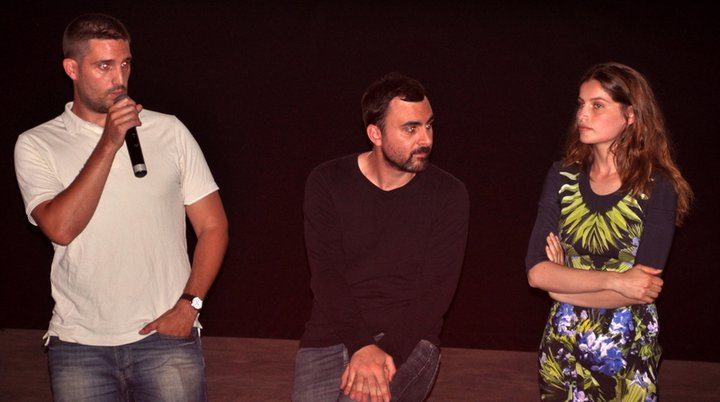
Laetitia Casta, à droite des réalisateurs, à l'avant-première du film.

Produit par Sombrero Films, c'est le premier long métrage de fiction français réalisé en relief (3D). La captation a été effectuée avec un rig relief Brigger III développé par Binocle, soit deux caméras Génésis de Panavision montées à 90° l'une de l'autre avec un miroir, associé à un logiciel de contrôle 3D en temps réel, le Disparity Tagger.
Le tournage a eu lieu du 7 juin au 22 juillet 2010, dans deux régions françaises, l'Auvergne en particulier à Blassac dans la Haute-Loire, et en Poitou-Charentes. Ces deux régions ainsi que le département de la Vienne cofinancent le budget qui est passé avec le relief de 2,5 millions d'euros à 3,5 - 3,7 millions.

## Accueil
Malgré un nombre d'entrées décevant en France (20 000 entrées), Derrière les murs est un succès à l'international[réf. nécessaire], cumulant près d'un million d'entrées en salle sur seulement deux territoires en 2012. Il s'est classé cinquième du box-office russe lors de sa sortie en été 2011, puis quatrième au box-office chinois l'été suivant, bénéficiant d'une belle campagne de promotion et d'une sortie intégralement en 3D relief, rapportant plus de trois millions de dollars. Unifrance le classe parmi les vingt films français ayant le mieux marché à l'étranger en 2012, et ce malgré son faible budget en comparaison des autres films de la liste. Il est également exploité en vidéo avec notamment des sorties en Allemagne et en Asie.